# 苇状看麦娘
苇状看麦娘（学名：Alopecurus arundinaceus）是一种禾本科植物。这种植物在中国分布于东北、内蒙古、河北、宁夏、甘肃、新疆等省区；此外蒙古、苏联、欧洲、北美均有分布。